# Mongoliska dödsmasken

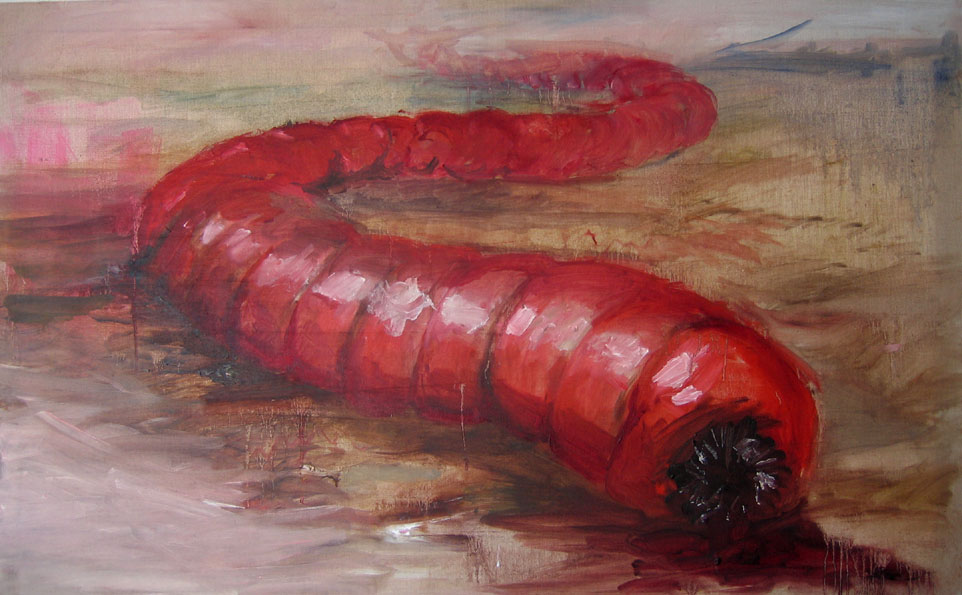
Konstnären Pieter Dirkx tolkning av den mongoliska dödsmasken.

Den mongoliska dödsmasken är en ormliknande varelse som sägs finnas i Gobiöknen. Generellt anses den tillhöra kryptozoologi, eftersom man ifrågasätter rapporter och vad människor vittnat. 
Masken beskrivs som en fet, ljusröd orm. Längden antas vara mellan 2 och 5 fot (60–150 cm). Det lokala namnet är allghoi (eller orghoi) chorchoj (олгой-xopxoй) som betyder "blodfylld tarmmask" på grund av att den ska se ut som en ko-tarm. Det finns ett antal rapporter av de lokala mongolerna, att masken skulle ha egenskaper som att spy upp ett gult gift som är dödligt, och att den kan döda på avstånd genom att använda sig av en elektrisk stöt. Men det finns inga vittnen som är trovärdiga. Vissa tror att varelsen egentligen är en reptil på grund av det torra klimatet.
Gul färg sägs attrahera masken.  
Den ledande vetenskapsmannen om varelsen var den tjeckiske författaren Ivan Mackerle. Loren Coleman var den förste som nämnde masken, i boken Cryptozoology A to Z.
En expedition skickades ut under 2005 för att undersöka nya rapporter. De fann inga bevis på dess existens, men de tror att det är möjligt för en sådan varelse att finnas djupt in i Gobiöknen vid de avstängda områdena vid den kinesisk-mongoliska gränsen.
Den senaste expeditionen skickades ut 2006–2007 av reality TV-serien "Destination Truth" ("Destination: Sanning"), som produceras av bröderna Mandt.

## Inom fiktion
- Masken nämns i en historia skriven av Ivan Jefremov.